# 彼女はモンスター・ファイター
『彼女はモンスター・ファイター』（かのじょはモンスターファイター、原題：Girl vs. Monster）は、ディズニー・チャンネル・オリジナル・ムービーの映画。全米公開は2012年10月12日。

## ストーリー
スカイラーは15歳の高校生。ある日、クラスのライアンからハロウィンパーティーに誘われるが、過保護な両親にアラームをかけられ、家に閉じ込められてしまう。どうしてもパーティーに行きたいスカイラーは家の電源を切ろうとするが、そこで非常用電源まで切ってしまい閉じ込めていたモンスターのデオマトラが逃げ出してしまう。そこでスカイラーは、世の中にモンスターがいる事、デオマトラという不死身のモンスターが閉じ込められていた事、自分の親がモンスターハンターで自分がその5代目だと知る。そして、生まれて初めての怖いという感覚にスカイラーは悩まされる。

## キャスト
※括弧内は日本語吹替
スカイラー - オリヴィア・ホルト（伊瀬茉莉也）
主人公で15歳の高校生。モンスターハンターの5代目だと知らされ動揺するが、セイディやヘンリーと一緒に乗り越えていく。
セイディ - ケリス・ドーシー（高下三佳）
スカイラーの親友。あがり症の女の子。緊張するとヤギ(GOAT)のスペルが分からなくなってしまう。
ヘンリー - ブレンダン・マイヤー（高城元気）
スカイラーの親友。怖がりの男の子。
ライアン - ルーク・ベンワード（金本涼輔）
クラスで人気の男の子。ハロウィンパーティーを主催する。
マイラ - キャサリン・マクナマラ（里郁美）
自己中心的な女子でスカイラーの事をあまり良く思っていない。ライアンと付き合っていたが別れた。

## 挿入歌
- Olivia Holt - Fearless
- Luke Benward - Had Me @ Hello
- China Anne McClain - I Got My Scream On